# Annals of the Rheumatic Diseases
Annals of the Rheumatic Diseases, abgekürzt Ann. Rheum. Dis., ist eine internationale, von Experten begutachtete (Peer Review) wissenschaftliche Fachzeitschrift. Sie wird von Elsevier im Auftrag des Eigentümers, der European Alliance of Associations for Rheumatology, EULAR, veröffentlicht und deckt alle Aspekte der Rheumatologie ab, einschließlich der Erkrankungen des Stütz- und Bewegungsapparats, der verschiedenen Formen von Arthritis und der Bindegewebserkrankungen. Die Zeitschrift veröffentlicht Originalarbeiten, Rezensionen, Empfehlungen und verschiedene andere Artikel sowie Kurzfassungen von Konferenzen. Die Zeitschrift wurde 1939 gegründet und arbeitet mit einem hybriden Geschäftsmodell, das sowohl Abonnenten als auch teilweise offenen Zugang (Open Access) ermöglicht. Herausgeber ist Josef Smolen. Die Zeitschrift erscheint mit zwölf Ausgaben im Jahr.
Der Impact Factor des Journals lag im Jahr 2023 bei 20,3.

## Eigentümerwechsel und Verlagswechsel
Bis Ende 2024 wurden die Annals of the Rheumatic Diseases vom Verlag BMJ herausgegeben.  EULAR ist mittlerweile alleiniger Eigentümer der Zeitschrift.  Seit Januar 2025 wird die Zeitschrift bei Elsevier verlegt.